# Otto Tanck

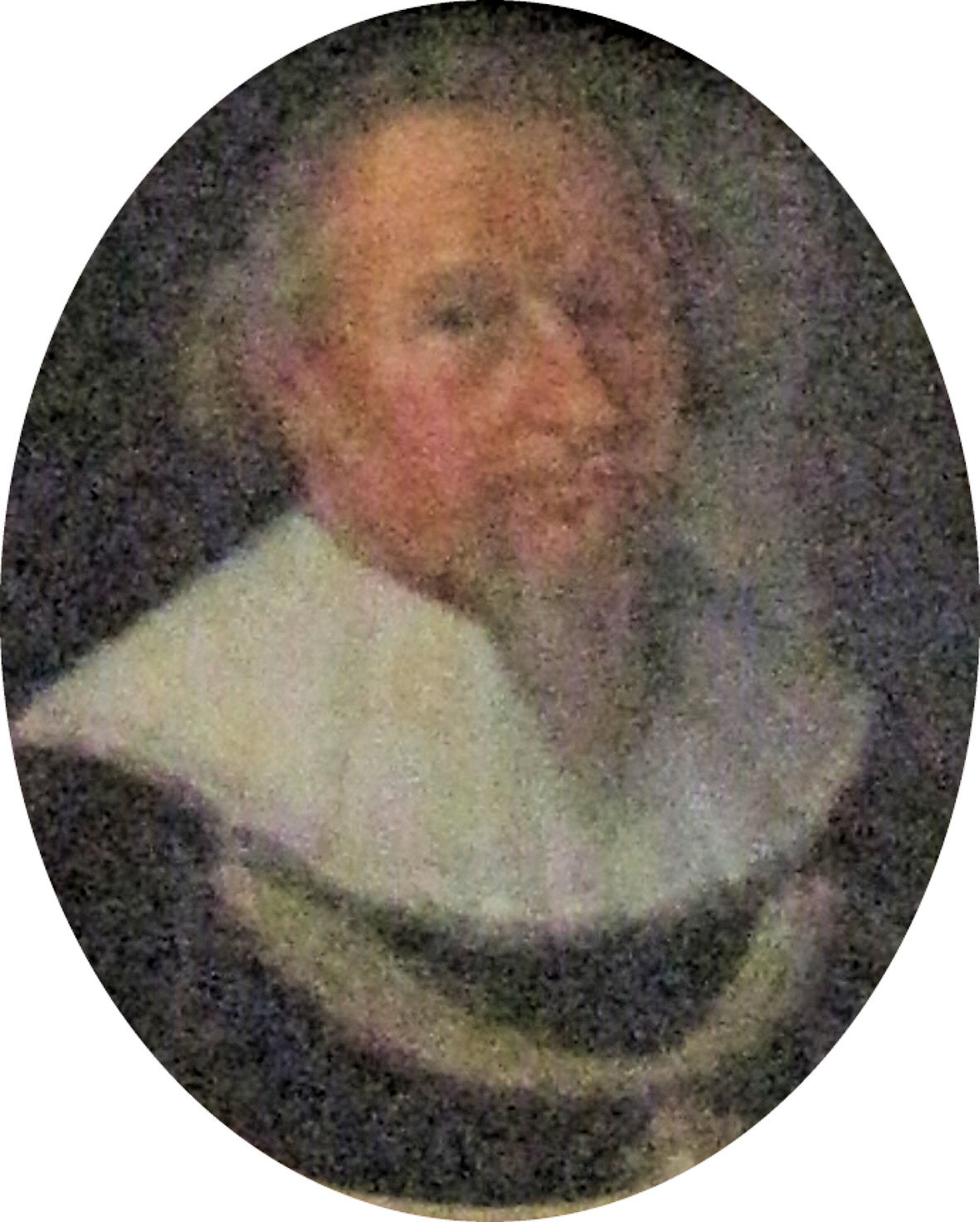
Epitaph-Porträt von Otto Tanck

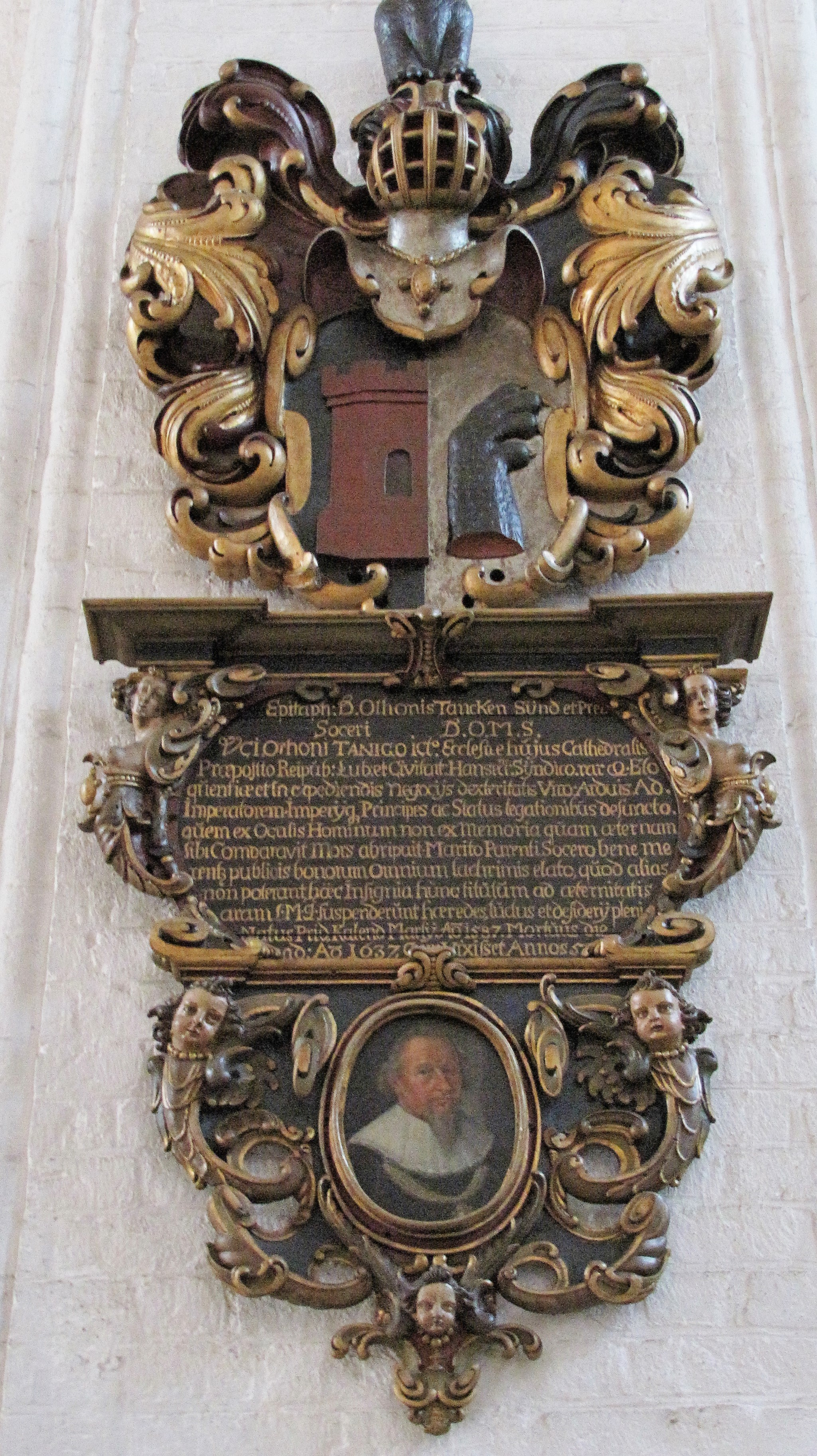
Epitaph für Otto Tanck im Dom zu Lübeck

Otto Tanck (* 28. Februar 1587 in Wismar; † 28. Februar 1637 in Lübeck) war seit 1622 Stadtsyndicus und seit 1632 Dompropst in Lübeck.

## Leben
Tanck, dessen Eltern der Stadtsekretär in Wismar Marcus Tancke und dessen Ehefrau Judith Eggebrecht waren, studierte an den Universitäten Rostock, Greifswald, Jena, Wittenberg und Basel. Er wurde an der Universität Basel zum Dr. jur. promoviert.
Anschließend war er zunächst Syndikus der fränkischen Reichsritterschaft und deren Vertreter am Reichskammergericht in Speyer. Als Lübecker Syndikus begleitete er den Bürgermeister Johann Kampferbeke 1631 zum Konvent der evangelischen Reichsstände in Leipzig, die dort eine gemeinsame Linie über das Vorgehen gegen den Schwedenkönig Gustav II. Adolf verständigen wollten. Im innenpolitischen Streit zwischen dem Rat einerseits und dem Geistlichen Ministerium und seinem Superintendenten Nikolaus Hunnius andererseits um die Ausübung des landesherrlichen Kirchenregiments trug Tancks Position, nach der dem Rat gemäß der Episkopaltheorie im vollen Umfang dieses zustehe und er dabei nicht auf die Mitbestimmung der Geistlichkeit angewiesen sei, 1635 maßgeblich dazu bei, dass der Lübecker Rat das Kirchenregiment nicht nur faktisch, sondern auch verfassungsrechtlich übernahm und sich damit die Geistlichen in der Stadt unterstellte.
Verheiratet war er seit 1618 mit Johanna Juliane Steuernagel, Tochter des Advokaten und Procurators am Reichskammergericht in Speyer, Peter Paul Steuernagel aus Augsburg. Drei Kinder sind aus dieser Ehe bekannt, Anna Rosina heiratete den Lübecker Bürgermeister Johann Marquard, Judith Christina den Stadtsyndicus Martin von Böckel und Johanna Juliana den Niedergerichtsactuar Johannes Erasmi.
Sein Epitaph mit seinem von Michael Conrad Hirt gemalten Porträt ist im Lübecker Dom zu sehen.